# Godło Naddniestrza

Godło Naddniestrza

Godło wczesna wersja

Godło Mołdawskiej SRR

Godło Naddniestrza pochodzi z okresu Związku Radzieckiego i swym wyglądem nawiązuje do godła ZSRR. 

## Symbolika
Jest nieznacznie zmienioną wersją godła Mołdawskiej Socjalistycznej Republiki Radzieckiej, obowiązującego w latach 1940–1991. W odróżnieniu od godła Białorusi, które także jest zmodyfikowaną wersją symbolu z czasów ZSRR, godło Naddniestrza nie zostało pozbawione symboli socjalistycznych; nadal znajdują się na nim sierp i młot oraz czerwone flagi i czerwona gwiazda. Różnica w stosunku do godła Mołdawskiej SRR polega na dodaniu fal symbolizujących Dniestr oraz na zastąpieniu napisu wzywającego do jedności proletariatu i skrótu ówczesnej nazwy republiki (PCCM). Obecnie w miejscu tych napisów znajdują się skróty nazw tego nieuznawanego państwa Naddniestrzańska Republika Mołdawska w językach mołdawskim – PMH (od Република Молдовеняскэ Нистрянэ), rosyjskim – ПМР (od Приднестровская Молдавская Республика) i ukraińskim – ПМР (od Придністровська Молдавська Республіка).
Symbolika godła nawiązuje, podobnie jak innych godeł republik radzieckich, do godła ZSRR, symboli ruchu robotniczego, zaś wieńce z kłosów są typowym dla godeł państw socjalistycznych podkreśleniem roli rolnictwa. Czerwona, pięcioramienna  gwiazda jest symbolem zwycięstwa socjalizmu w pięciu częściach świata, sierp i młot – sojuszu robotniczo-chłopskiego, wschodzące słońce – nowej ery w życiu kraju (obecnie ta symbolika nie ma przełożenia na politykę władz, jest ona zachowana przez nawiązanie do radzieckiej przeszłości). Wieńce z kłosów i kaczanów (kolb) kukurydzy, oraz owoce: jabłka, gruszki i winogrona są symbolem rolniczego charakteru kraju.